# Apamea suffusa
Apamea suffusa là một loài bướm đêm trong họ Noctuidae.